# Fernando Savater Martín
Fernando Fernández-Savater Martín (Sant Sebastià, 21 de juny 1947) és un filòsof i escriptor espanyol.

## Biografia
Novel·lista, traductor i autor dramàtic, destaca en el camp de l'assaig i l'article periodístic. Fill d'un notari de Sant Sebastià. Va sentir afició pel teatre i va estar en alguns grups d'afeccionats. Va estudiar Filosofia a la Universitat Complutense de Madrid, on la seva família es va traslladar des de Sant Sebastià. Va treballar com a professor ajudant a les facultats de Ciències Polítiques i de Filosofia de la Universitat Autònoma de Madrid, d'on va ser apartat de la docència el 1971 per raons polítiques, i també va ser professor d'Ètica i Sociologia de la UNED.
Va ser catedràtic d'Ètica en la Universitat del País Basc durant més d'una dècada. Actualment és catedràtic de Filosofia en la Universitat Complutense de Madrid. Col·laborador habitual del periòdic El País des de la seva fundació, és codirector al costat de Javier Pradera de la revista Claves para la Razón Práctica. També ha col·laborat amb Jot Down.

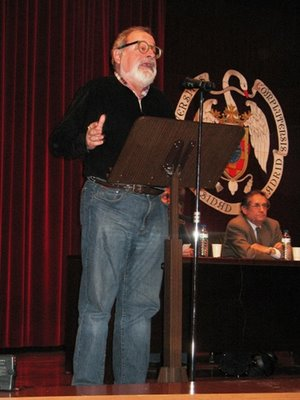
Fernando Savater en un acte de Ciutadans de Catalunya

Ha format part de diverses agrupacions compromeses amb la pau i en contra del terrorisme al País Basc, com el Moviment per la Pau i la No Violència, el Fòrum Ermua, i actualment de ¡Basta Ya!, associació que va rebre del Parlament Europeu el Premi Sàkharov a la defensa dels drets humans. També fou membre del partit polític Unió, Progrés i Democràcia.

## Obra
La seva obra, composta per més de 45 llibres i nombrosos articles periodístics, ha estat traduïda a l'anglès, francès, suec, italià, català, portuguès, alemany, japonès i danès. Va obtenir el Premi Nacional d'Assaig el 1982, el X premi Anagrama d'assaig, el premi d'assaig Món i el Premi Francisco Cerecedo de periodisme. L'any 2008 va guanyar el Premi Planeta per la novel·la La hermandad de la buena suerte. L'any 1993 ja havia estat finalista d'aquest premi amb la seva novel·la epistolar El jardín de las dudas, sobre un dels seus autors preferits, Voltaire
Inicialment el seu pensament era proper a Friedrich Nietzsche (Panfleto contra el todo), se li deu per altra banda la traducció i divulgació en el món hispànic de l'obra d'un dels pensadors més notables del nihilisme contemporani, Émile Michel Cioran. Destaca pel seu interès a acostar la filosofia als joves, amb obres com Ética para Amador, Política para Amador o Las preguntas de la vida; també defensa la cultura popular per expressar la vitalitat juvenil, des de les novel·les d'aventures, els contes fantàstics, i els relats de terror al còmic i els jocs de rol.

## Pensament i estil
Savater és un autor prolífic, que es defineix com un «filòsof de companyia», a l'estil dels philosophes francesos, no com un filòsof acadèmic i amb majúscula. Es confessa influït per Nietzsche, Cioran i Baruch Spinoza, entre d'altres. Als anys setanta del segle passat va ser considerat durant molt temps deixeble d'Agustín García Calvo, però a partir de 1981 els seus camins se separen ostensiblement.
La filosofia de Savater és il·lustrada i vitalista; el seu estil, polèmic i iconoclasta; les seves opinions sovint naveguen contra corrent. Seguint Spinoza, propugna una ètica del voler en contraposició a una ètica del deure. Els éssers humans busquen de manera natural la seva pròpia felicitat i l'ètica ajuda a clarificar aquesta voluntat i mostrar les formes de la seva realització. Per tant, l'ètica no ha de jutjar les accions per criteris abstractes i aliens a la felicitat pròpia. La seva filosofia política ha evolucionat des del pensament negatiu llibertari, antiprogressista, que va mantenir en els setanta, a l'individualisme democràtic, socialdemòcrata, liberal i universalista de la seva etapa posterior.
El punt d'inflexió del Savater jove al madur pot situar-se en La tasca de l'heroi (1981), on escriu: «He estat un revolucionari sense ira; espero ser un conservador sense vilesa». També ha reflexionat sovint sobre el paper de les religions en les societats democràtiques actuals, propugnant un model de societat laica en el seu sentit més ampli, que ajudi a afrontar no solament els plantejaments teocràtics, «sinó també els sectarismes identitaris d'etnicismes, nacionalismes i qualsevol altre que pretengui sotmetre els drets de la ciutadania abstracta i igualitària a un determinisme segregacionista».
Des de coordenades primer llibertàries i després liberals, s'ha oposat sempre al nacionalisme en general: «El nacionalisme en general és imbecilitzador, encara que n'hi ha lleus i greus, els de l'aficionat de l'alirón i el que es posa el ganivet en la boca per matar. Hi ha gent sense coneixements històrics, el nacionalisme atabala i alguns són virulents. Afortunadament a Catalunya la situació és diferent a la del País Basc, encara que aquesta minoria és una alarma que ens diu que alguna cosa cal fer. El nacionalisme és una inflamació de la nació igual que l'apendicitis és una inflamació de l'apèndix.» 

En el terreny dels fets, s'oposa a aquells partits que fan de l'exaltació patriòtica el seu senyal principal d'identitat. La seva evolució ideològica queda evidenciada per la polèmica que ha mantingut amb el també filòsof basc Javier Sádaba, amb qui va escriure als vuitanta el llibre titulat Euskadi: pensar el conflicto (Edic Llibertàries, 1987), alhora que donava suport amb la seva signatura a la legalització d'Herri Batasuna fins a les postures, per ell mateix definides com a «antinacionalistes», que l'han dut a convertir-se en un dels referents d'un sector dels ciutadans del País Basc oposats al nacionalisme basc, moviment que Savater considera excloent, vuitcentista i complaent amb el terrorisme etarra. Es defineix com a bel·ligerant contra el nacionalisme basc, i ni tan sols basquista, postura que qualifica d'«amable ximpleria», encara que sense renunciar a la seva condició de basc. 
| «                                                               | Una altra mancança: no sóc simpatitzant sinó obertament "antipatizant" del nacionalisme basc. Per no ser, ni tan sols sóc aquesta amable ximpleria, "basquista", perquè bastant tinc amb ser basc (també sóc mascle però no masclista i tinc apèndix però no apendicitis). A més, com ETA-Batasuna sent per mi tan poc afecte com jo per ella, només em puc moure per Donosti acompanyat de benemèrits escortes i evitant certs barris. | » |
| — El cielo puede esperar, article d'El País, 13 de maig de 2007 | |   |

 Ha estat un actiu col·laborador de l'associació Ciutadans de Catalunya.
Savater, defensor de la Constitució Espanyola, de l'estatut de Guernica i de la unitat de l'Estat (no com a dogmes indiscutibles sinó com opcions millors que les que proposen els seus adversaris), ha expressat en nombroses ocasions la seva oposició a tota mena de nacionalismes, i el seu desig de superar-los en benefici d'un ideal d'humanitat universal compartit, i traduït en un organisme governamental amb autoritat mundial sobre els governs dels estats nacionals, i que servís per a resoldre les disputes i realitzar les labors administratives d'utilitat comuna. L'estil agut, incisiu i irònic de Savater s'aprecia de manera més evident als seus articles periodístics, el gènere que més li agrada escriure. Ha sol·licitat el boicot a les eleccions basques de 2007 perquè no són «netes» ni «són realment unes eleccions democràtiques» a causa d'ETA.
Els últims mesos ha col·laborat activament amb la Plataforma Pro, l'objectiu de la qual era la creació d'un nou partit polític de caràcter nacional més enllà de la tradicional parcel·lació política esquerres-dretes al costat de coneguts personatges de la vida pública com Rosa Díez, amb la finalitat de presentar-se com a alternativa als dos partits nacionals majoritaris a Espanya PP i PSOE a les pròximes eleccions generals. Aquest partit es va crear al setembre de 2007 amb el nom d'Unió, Progrés i Democràcia, Fernando Savater, juntament amb Rosa Díez, Albert Boadella i Mario Vargas Llosa, va ser una de les persones que van intervenir en la seva presentació.
Savater és un dels primers firmants del «Manifest per la llengua comuna» de juny de 2008.

## Crítiques
Les seves opinions crítiques sobretot en relació al nacionalisme basc han situat Savater enmig de freqüents polèmiques. Va estar amenaçat de mort per l'organització armada ETA i va haver de viure protegit per escorta. En el terreny intel·lectual, sovint és atacat pels nacionalistes especialment pels bascos, que l'acusen de ser nacionalista del bàndol contrari, espanyolista i centralista.
També fou criticat puntualment pel Fòrum Ermua, organització en la qual ha participat activament, per la seva postura inicialment favorable al govern, en la seva iniciativa de dialogar amb ETA, posició que més endavant va modificar.

## Obres
- Nihilismo y acción (1970)
- La filosofía tachada (1970)
- Apología del sofista y otros sofismas (1973)
- Ensayo sobre Cioran (1974)
- Escritos politeístas (1975)
- De los dioses y del mundo (1975)
- La infancia recuperada (1976)
- La filosofía como anhelo de la revolución (1976)
- Apóstatas razonables (1976)
- Para la anarquía y otros enfrentamientos. (1977)
- La piedad apasionada (1977)
- Panfleto contra el Todo (1978)
- Nietzsche y su obra (1979)
- El estado y sus criaturas (1979)
- Criaturas del aire (1979)
- Caronte aguarda (1981)
- La tarea del héroe (1981) (Premi Nacional d'Assaig)
- Impertinencias y desafíos (1981)
- Invitación a la ética (1982)
- Sobre vivir (1983)
- Las razones del antimilitarismo y otras razones (1984)
- El contenido de la felicidad (1986)
- Euskadi: pensar el conflicto 1987 Coescrit amb Javier Sádaba
- Ética como amor propio (1988)
- Último desembarco. El vente de Sinapia (1988)
- Humanismo impenitente (1990)
- La escuela de Platón (1991)
- Ética para Amador (1991)
- El valor de educar (1991)
- Política para Amador (1992)
- Sin contemplaciones (1993)
- El jardín de las dudas (1993)
- El contenido de la felicidad (1994)
- Semearentzako Etika (1996)
- Ética para o seu filho (1996)
- La voluntad disculpada (1996)
- El juego de los caballos (1996; segona edició)
- Malos y malditos (1997)
- Despierta y lee (1998)
- Loor a leer (Crisolín) (1998)
- La filosofía como anhelo de la revolución (1998; segona edició)
- Diccionario filosófico (1999)
- Las preguntas de la vida (1999)
- La aventura africana (1999)
- Idea de Nietzsche (2000)
- Ètica per al meu fill (2000)
- Pour l'education (2000)
- A rienda suelta (2000)
- Perdonen las molestias: Crónica d'una batalla sin armas contra las armas (2001)
- A caballo entre milenios (2001)
- Caronte aguarda (2001)
- El dialecto de la vida (2002)
- Pensamientos arriesgados (2002)
- El contenido de la felicidad (2002)
- Palabras cruzadas: Una invitación a la filosofía (2003)
- Mira por dónde. Autobiografía razonada (2003)
- Las preguntas de la vida (2003)
- Los caminos para la libertad: Ética y educación (2003)
- El gran fraude: sobre terrorismo, nacionalismo y ¿progresismo? (2004)
- Los diez mandamientos en el siglo XXI (2004)
- La libertad como destino (2004)
- El valor d'escollir (2004)
- Criaturas del aire (2004)
- El gran laberinto (2005)
- Los siete pecados capitales (2005)
- Jorge Luis Borges
- El valor de elegir
- Contra las patrias
- Ética y ciudadanía
- Episodios pasionales
- Enseñando a vivir
- La vida eterna (2007)
- La hermandad de la buena suerte (2008)